# Нисида, Сюхэй
Сюхэй Нисида (яп. 西田 修平 Нисида Сюхэй, 21 мая 1910 года — 13 апреля 1997 года) — японский легкоатлет, призёр Олимпийских игр.
Сюхэй Нисида родился в 1910 году в Натикацуура префектуры Вакаяма; окончил университет Васэда, затем работал в компании Hitachi.
В 1932 году Сюхэй Нисида принял участие в Олимпийских играх в Лос-Анджелесе, где завоевал серебряную медаль в прыжках с шестом.
В 1936 году Сюхэй Нисида принял участие в Олимпийских играх в Берлине. Когда определилось, что чемпионом в прыжках с шестом станет Эрл Мидоус из США, а за второе место должны будут бороться Сюхэй Нисида и Суэо Оэ, то два японских спортсмена отказались состязаться между собой, и по жребию решилось, что Нисида получит серебряную медаль, а Оэ — бронзовую (эти состязания по прыжкам с шестом вошли в снятый Лени Рифеншталь документальный фильм «Олимпия»).
После Второй мировой войны Сюхэй Нисида был почётным вице-президентом Японской ассоциации легкоатлетических федераций и членом Японского олимпийского комитета. В 1989 году Международный олимпийский комитет наградил его Серебряным Олимпийским орденом.